# Yang Hyo-jin
Yang Hyo-Jin (Hangul: 양효진, Hanja: 梁 孝 眞; nascida em 14 de dezembro de 1989) é uma jogadora profissional de vôlei sul-coreana. Ela atualmente joga no clube coreano Hyundai Engineering & Construction Hillstate. Ela é ex-membro da equipe nacional de vôlei feminino da Coreia do Sul, que ficou em quarto lugar nos Jogos Olímpicos de 2012, e nos Jogos Olímpicos de 2020 e em quinto lugar nos Jogos Olímpicos de 2016.

## Clubes
- Suwon Hyundai E&C Hillstate (2007-)

### Títulos
- V-League Sul-Coreana
  -  Ouro (2): 2010–11, 2015–16
  -  Prata (2): 2009–10, 2011–12
  -  Bronze (2): 2012-13, 2014-15, 2017-18
- Copa KOVO
  -  Ouro (2): 2014, 2019
  -  Prata (3): 2009, 2013, 2015
  -  Bronze (3): 2008, 2012, 2016

## Premiações Individuais
- Copa dos Campeões de 2009: "Melhor Bloqueadora"
- V-League Sul-Coreana de 2009/2010: "Melhor Bloqueadora"
- Copa Asiática de Voleibol Feminino de 2010: "Melhor Bloqueadora"
- V-League Sul-Coreana de 2010/2011: "Melhor Bloqueadora"
- V-League Sul-Coreana de 2011/2012: "Melhor Bloqueadora"
- Torneio Pré-Olímpico Mundial de 2012: "Melhor Bloqueadora"
- V-League Sul-Coreana de 2012/2013: "Melhor Bloqueadora"
- V-League Sul-Coreana de 2013/2014: "Melhor Bloqueadora"
- V-League Sul-Coreana de 2013/2014: "Melhor Atacante"
- Copa Asiática de Voleibol Feminino de 2014: "Melhor Bloqueadora"
- V-League Sul-Coreana de 2014/2015: "Melhor Bloqueadora"
- V-League Sul-Coreana de 2014/2015: "Melhor Central"
- V-League Sul-Coreana de 2015/2016: "Melhor Bloqueadora"
- V-League Sul-Coreana de 2015/2016: "Melhor Central"
- Torneio Pré-Olímpico Mundial de 2016: "Melhor Central"
- V-League Sul-Coreana de 2016/2017: "Melhor Bloqueadora"
- V-League Sul-Coreana de 2016/2017: "Melhor Central"
- V-League Sul-Coreana de 2017/2018: "Melhor Bloqueadora"
- V-League Sul-Coreana de 2017/2018: "Melhor Central"
- V-League Sul-Coreana de 2018/2019: "Melhor Bloqueadora"
- V-League Sul-Coreana de 2018/2019: "Melhor Atacante"
- V-League Sul-Coreana de 2018/2019: "Melhor Central"
- V-League Sul-Coreana de 2019/2020: "Melhor Bloqueadora"
- V-League Sul-Coreana de 2019/2020: "Melhor Atacante"
- V-League Sul-Coreana de 2019/2020: "Melhor Central"
- V-League Sul-Coreana de 2019/2020: "Most Valuable Player (MVP)"
- V-League Sul-Coreana de 2020/2021: "Melhor Central"